# 山多裕生
山多 裕生（やまた ゆうき、1968年5月30日 - ）は、日本の映像・演劇ディレクター。

## 来歴
東京都立川市に生まれ。
その後、大阪府枚方市、奈良県生駒市と転居し小4から中学・高校・大学は神奈川県大和市で過ごす。1991年3月、駒澤大学卒業。
2002年、株式会社MIRAI入社。2003年に芸能部。ディレクターとして映画、舞台、ミュージカル、ライブ開催等、現場での制作を担当。
2006年4月1日、バーニングプロダクション新人育成機関バーニング養成所のディレクターに就く。その後タレントのマネージャーをへて後にチーフマネージャーとなる。
2008年、芸能プロダクションAVILLA（旧：アバンギャルド）新人育成機関AVILLA STAGEのディレクターに就く。
2020年7月、TAP SECOND（タップセカンド）理事。
2021年1月1日、株式会社MIRAIの常務取締役に就任。

## 作品

### 映画
- 僕の彼女とその彼氏 Drop in Ghost 2007年2月24日公開
- 約束の地に咲く花 2007年3月10日公開
- クローズ・ユア・マインド 馬熊横丁 2007年3月24日公開
- 虹色ハーモニー〜マイ・レインボウ・マン〜 2007年10月6日公開
- それでもヤクザはやってくる 2007年10月13日公開
- スール 2007年11月3日公開
- くらわんか! 2017年7月1日公開[3][4]
- 9 〜ナイン〜 2018年2月17日公開[5][6]